# Lista de viagens presidenciais de Andrés Manuel López Obrador
Esta é a lista de viagens presidenciais internacionais de Andrés Manuel López Obrador, o 65.º Presidente do México, empossado em 1.º de dezembro de 2018 até a sua saída da presidência em 1.º de outubro de 2024. Nesta lista, constam viagens de caráter diplomático realizadas por Obrador durante os quase seis anos em que esteve no governo mexicano.

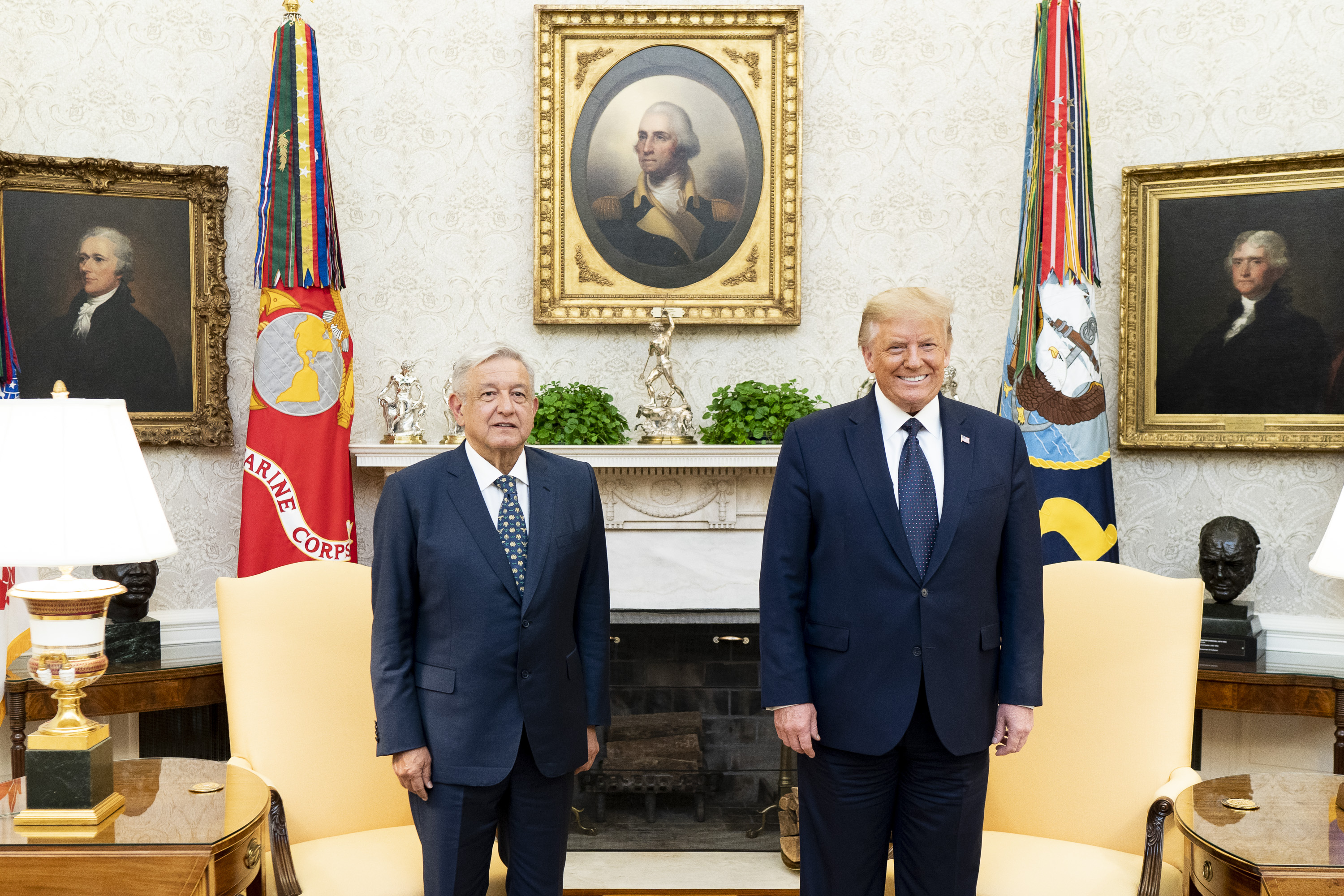
O presidente americano Donald Trump, recebe López Obrador no Salão Oval da Casa Branca em 2020.

AMLO, como ficou conhecido, não possuia um ritmo frequente de viagens ao exterior. Durante seu governo, fez apenas sete viagens internacionais para oito países diferentes, sendo que cinco dessas foram para os Estados Unidos, o maior e principal destino de Obrador além das fronteiras do México.

## Resumo
Abaixo, estão os países visitados por Obrador desde a sua posse em 2018 até 2024.
- uma viagem:

Belize, Chile, Colômbia, Cuba, El Salvador, Guatemala e Honduras
- cinco viagens:

Estados Unidos

## 2018-2019
Nenhuma viagem ao exterior foi realizada em ambos os anos.

## 2020
|   | País           | Cidade/Região   | Período            | Notas |
| - | -------------- | --------------- | ------------------ | --- |
| 1 | Estados Unidos | Washington D.C. | 8 de julho de 2020 | Primeira viagem internacional desde que assumiu a presidência. Encontrou-se com o presidente Donald Trump para tratar de assuntos diversos de interesse mútuo de ambos os países, entre eles na área da economia e imigração. |

## 2021
|   | País           | Cidade/Região   | Período                     | Notas |
| - | -------------- | --------------- | --------------------------- | --- |
| 2 | Estados Unidos | Nova Iorque     | 8 e 9 de novembro de 2021   | Participou da sessão do Conselho de Segurança das Nações Unidas em ocasião da presidência rotativa exercida pelo México nesta organização.                  |
| 3 | Estados Unidos | Washington D.C. | 18 e 19 de novembro de 2021 | Participou da reunião de cúpula do NAFTA. Encontrou-se com o presidente dos Estados Unidos, Joe Biden, e com o primeiro-ministro do Canadá, Justin Trudeau. |

## 2022
|   | País           | Cidade/Região       | Período                  | Notas |
| - | -------------- | ------------------- | ------------------------ | --- |
| 4 | Guatemala      | Cidade da Guatemala | 5 a 8 de maio de 2022    | Visita de Estado acompanhado da primeira-dama, Beatriz Gutiérrez Müller. Encontro com o presidente Alejandro Giammattei para aprofundar vínculos políticos e econômicos com o país vizinho.                                                                                            |
| 4 | El Salvador    | San Salvador        | 5 a 8 de maio de 2022    | Visita de Estado. Encontro com o presidente Nayib Bukele para discutir assuntos diversos nas áreas de economia e integração regional. |
| 4 | Honduras       | Tegucigalpa         | 5 a 8 de maio de 2022    | Visita de Estado. Encontro com a presidente Xiomara Castro. |
| 4 | Belize         | Belmopan            | 5 a 8 de maio de 2022    | Breve visita de Estado. Foi recebido pelo primeiro-ministro Johnny Briceño e participou de um almoço junto com sua esposa. |
| 4 | Cuba           | Havana              | 5 a 8 de maio de 2022    | Visita de Estado. Último destino do roteiro América Central/Caribe. Encontrou-se com o presidente Miguel Díaz-Canel para tratar de imigração, segurança e cooperação bilateral entre os dois países.                                                                                   |
| 5 | Estados Unidos | Washington D.C.     | 11 e 12 de julho de 2022 | Visita oficial. Encontro com o presidente Joe Biden, na Casa Branca, para discutir assuntos bilaterais entre México e Estados Unidos, como imigração e temas econômicos. Reuniu-se com a vice-presidente Kamala Harris. Participou de reuniões com empresários mexicanos e americanos. |

## 2023
|   | País           | Local         | Período                     | Detalhes |
| - | -------------- | ------------- | --------------------------- | --- |
| 6 | Colômbia       | Cali          | 8 e 9 de setembro de 2023   | Participou de uma reunião especial da CELAC sobre o narcotráfico na América Latina. Encontrou-se com o presidente Gustavo Petro. |
| 6 | Chile          | Santiago      | 10 e 11 de setembro de 2023 | Participou das celebrações em memória do golpe de Estado no Chile em 1973 à convite do presidente Gabriel Boric.                 |
| 7 | Estados Unidos | São Francisco | 16 e 17 de novembro         | Participou da cúpula da APEC. Reuniu-se com o presidente Joe Biden e com o primeiro-ministro do Canadá Justin Trudeau.           |